# Station Jemeppe-sur-Meuse
Station Jemeppe-sur-Meuse is een spoorwegstation langs spoorlijn 125 (Namen - Luik) een deelgemeente Jemeppe-sur-Meuse van de stad Seraing. Het is nu een stopplaats.

## Treindienst
| Serie       | Treinsoort          | Route | Bijzonderheden                                                                                                  |
| ----------- | ------------------- | --- | --- |
| L 4950      | L-trein (NMBS)      | Luik-Guillemins – Jemeppe-sur-Meuse – Hoei – Namen                                                                           | |
| P 7460/8460 | Piekuurtrein (NMBS) | Statte – Jemeppe-sur-Meuse – Luik-Guillemins                                                                                 | Rijdt alleen op werkdagen.                                                                                      |
| P 7480/8480 | Piekuurtrein (NMBS) | [ Hoei – Namen ] / [ Herstal – Luik-Sint-Lambertus – Luik-Guillemins – [ Rivage – Gouvy ] / [ Jemeppe-sur-Meuse – Statte ] ] | Rijdt alleen op werkdagen. Een trein vanuit Herstal naar Gouvy. Twee treinen per richting tussen Hoei en Namen. |

## Reizigerstellingen
De grafiek en tabel geven het gemiddeld aantal instappende reizigers weer op een week-, zater- en zondag.
| Tabel: aantal instappende reizigers station Jemeppe-sur-Meuse | Tabel: aantal instappende reizigers station Jemeppe-sur-Meuse | Tabel: aantal instappende reizigers station Jemeppe-sur-Meuse | Tabel: aantal instappende reizigers station Jemeppe-sur-Meuse |
|                                                               | Weekdag                                                       | Zaterdag                                                      | Zondag                                                        |
| ------------------------------------------------------------- | ------------------------------------------------------------- | ------------------------------------------------------------- | ------------------------------------------------------------- |
| 1977                                                          | 142                                                           | 53                                                            | 34                                                            |
| 1978                                                          | 173                                                           | 51                                                            | 27                                                            |
| 1979                                                          | 162                                                           | 42                                                            | 38                                                            |
| 1980                                                          | 176                                                           | 36                                                            | 22                                                            |
| 1981                                                          | 189                                                           | 39                                                            | 26                                                            |
| 1982                                                          | 154                                                           | 39                                                            | 27                                                            |
| 1983                                                          | 199                                                           | 34                                                            | 33                                                            |
| 1984                                                          | 151                                                           | 33                                                            | 27                                                            |
| 1985                                                          | 155                                                           | 22                                                            | 32                                                            |
| 1986                                                          | 188                                                           | 29                                                            | 32                                                            |
| 1987                                                          | 188                                                           | 20                                                            | 24                                                            |
| 1988                                                          | 164                                                           | 42                                                            | 21                                                            |
| 1989                                                          | 158                                                           | 43                                                            | 32                                                            |
| 1990                                                          | 144                                                           | 21                                                            | 15                                                            |
| 1991                                                          | 159                                                           | 30                                                            | 26                                                            |
| 1992                                                          | 141                                                           | 25                                                            | 26                                                            |
| 1993                                                          | 145                                                           | 25                                                            | 15                                                            |
| 1994                                                          | 123                                                           | 15                                                            | 11                                                            |
| 1995                                                          | 89                                                            | 18                                                            | 15                                                            |
| 1996                                                          | 128                                                           | 14                                                            | 26                                                            |
| 1997                                                          | 109                                                           | 16                                                            | 15                                                            |
| 1998                                                          | 146                                                           | 28                                                            | 21                                                            |
| 1999                                                          | 87                                                            | 14                                                            | 12                                                            |
| 2000                                                          | 214                                                           | 74                                                            | 40                                                            |
| 2001                                                          | 88                                                            | 24                                                            | 20                                                            |
| 2002                                                          | 104                                                           | 12                                                            | 10                                                            |
| 2003                                                          | 84                                                            | 18                                                            | 18                                                            |
| 2004                                                          | 69                                                            | 10                                                            | 8                                                             |
| 2005                                                          | 98                                                            | 30                                                            | 14                                                            |
| 2006                                                          | 101                                                           | 18                                                            | 11                                                            |
| 2007                                                          | 102                                                           | 15                                                            | 16                                                            |
| 2008                                                          | -                                                             | -                                                             | -                                                             |
| 2009                                                          | 107                                                           | 21                                                            | 18                                                            |
| 2010                                                          | -                                                             | -                                                             | -                                                             |
| 2011                                                          | -                                                             | -                                                             | -                                                             |
| 2012                                                          | 138                                                           | 36                                                            | 44                                                            |
| 2013                                                          | 133                                                           | 29                                                            | 30                                                            |
| 2014                                                          | 127                                                           | 35                                                            | 32                                                            |
| 2015                                                          | 89                                                            | 30                                                            | 16                                                            |
| 2016                                                          | 116                                                           | 40                                                            | 25                                                            |
| 2017                                                          | 101                                                           | 21                                                            | 18                                                            |
| 2018                                                          | 127                                                           | 30                                                            | 32                                                            |
| 2019                                                          | 132                                                           | 27                                                            | 22                                                            |
| 2020                                                          | 87                                                            | 35                                                            | 16                                                            |
| 2021                                                          | -                                                             | -                                                             | -                                                             |
| 2022                                                          | 213                                                           | 38                                                            | 32                                                            |
| 2023                                                          | 211                                                           | 59                                                            | 53                                                            |
| 2024                                                          | 196                                                           | 60                                                            | 55                                                            |

0,0: Luik-Guillemins ·
1,1: Val-Benoît ·
2,9: Sclessin ·
5,1: Tilleur ·
6,4: Pont-de-Seraing ·
7,3: Jemeppe-sur-Meuse ·
9,3: Flémalle-Grande ·
10,0: Leman ·
11,2: Flémalle-Haute ·
12,3: Chokier ·
14,0: Aigremont ·
15,3: Engis ·
17,3: La Mallieue ·
18,8: Hermalle-sous-Huy ·
21,2: Haute-Flône ·
22,5: Amay ·
24,9: Ampsin ·
27,9: Corphalie ·
29,4: Hoei ·
30,4: Statte ·
32,7: Bas-Oha ·
35,7: Java ·
40,3: Andenne ·
41,7: Château-de-Seilles ·
46,5: Sclaigneaux ·
48,8: Namêche ·
51,5: Marche-les-Dames ·
54,7: Beez ·
57,1: Faubourg-Saint-Nicolas ·
59,5: Namen